# Bruno Génésio
Bruno Génésio (Lione, 1º settembre 1966) è un allenatore di calcio ed ex calciatore francese, di ruolo centrocampista, tecnico del Lilla.

## Carriera

### Giocatore
Nato a Lione, Bruno Génésio è cresciuto nelle giovanili del Lione. Con la prima squadra del club francese ha giocato 171 volte in campionato fra il 1985 e il 1995. Nel 1993 e 1994 ha giocato in prestito nell'OGC Nizza. Nel 1995 invece ha giocato per il Football Club de Martigues.

### Allenatore
Il 24 dicembre 2015 è stato nominato allenatore dell'Olympique Lione, dopo essere stato per quattro anni vice-allenatore. Nella prima stagione riesce a raggiungere il secondo posto con una giornata di anticipo, battendo proprio nella penultima partita i rivali del Monaco. Nella stagione 2016-2017 non riesce a superare la fase a gironi della Champions League, terminando al terzo posto, dietro alla Juventus e al Siviglia.
Dopo aver lasciato il Lione, Genesio ha intrapreso una breve esperienza all'estero, allenando il club cinese del Beijing Guoan nella Chinese Super League per la stagione 2019. Successivamente, è tornato in Francia per allenare il Rennes nella stagione 2020-2021.

## Statistiche

### Statistiche da allenatore
Statistiche aggiornate al 17 maggio 2025.
| Stagione               | Squadra                | Campionato             | Campionato | Campionato | Campionato | Campionato | Coppe nazionali | Coppe nazionali | Coppe nazionali | Coppe nazionali | Coppe nazionali | Coppe continentali | Coppe continentali | Coppe continentali | Coppe continentali | Coppe continentali | Altre coppe | Altre coppe | Altre coppe | Altre coppe | Altre coppe | Totale | Totale | Totale | Totale | % Vittorie | Piazzamento |
| Stagione               | Squadra                | Comp                   | G          | V          | N          | P          | Comp            | G               | V               | N               | P               | Comp               | G                  | V                  | N                  | P                  | Comp        | G           | V           | N           | P           | G      | V      | N      | P      | %          | Piazzamento |
| ---------------------- | ---------------------- | ---------------------- | ---------- | ---------- | ---------- | ---------- | --------------- | --------------- | --------------- | --------------- | --------------- | ------------------ | ------------------ | ------------------ | ------------------ | ------------------ | ----------- | ----------- | ----------- | ----------- | ----------- | ------ | ------ | ------ | ------ | ---------- | ----------- |
| dic. 2015-2016         | Olympique Lione        | L1                     | 19         | 12         | 3          | 4          | CF+CdL          | 3+1             | 2+0             | 0+0             | 1+1             | UCL                | -                  | -                  | -                  | -                  | -           | -           | -           | -           | -           | 23     | 14     | 3      | 6      | 60,87      | Sub. 2º     |
| 2016-2017              | Olympique Lione        | L1                     | 38         | 21         | 4          | 13         | CF+CdL          | 2+1             | 1+0             | 0+1             | 1+0             | UCL+UEL            | 6+8                | 2+5                | 2+0                | 2+3                | SF          | 1           | 0           | 0           | 1           | 56     | 29     | 7      | 20     | 51,79      | 4º          |
| 2017-2018              | Olympique Lione        | L1                     | 38         | 23         | 9          | 6          | CF+CdL          | 4+1             | 3+0             | 0+0             | 1+1             | UEL                | 10                 | 6                  | 2                  | 2                  | -           | -           | -           | -           | -           | 53     | 32     | 11     | 10     | 60,38      | 3º          |
| 2018-2019              | Olympique Lione        | L1                     | 38         | 21         | 9          | 8          | CF+CdL          | 5+2             | 4+1             | 0+0             | 1+1             | UCL                | 8                  | 1                  | 6                  | 1                  | -           | -           | -           | -           | -           | 53     | 27     | 15     | 11     | 50,94      | 3º          |
| Totale Olympique Lione | Totale Olympique Lione | Totale Olympique Lione | 133        | 77         | 25         | 31         |                 | 19              | 11              | 1               | 7               |                    | 32                 | 14                 | 10                 | 8                  |             | 1           | 0           | 0           | 1           | 185    | 102    | 36     | 47     | 55,14      |             |
| ago.-dic. 2019         | Beijing Guoan          | SL                     | 10         | 7          | 1          | 2          | CC              | -               | -               | -               | -               | -                  | -                  | -                  | -                  | -                  | -           | -           | -           | -           | -           | 10     | 7      | 1      | 2      | 70,00      | Sub. 2º     |
| 2020                   | Beijing Guoan          | SL                     | 14+6       | 8+2        | 4+3        | 2+1        | CC              | 3               | 2               | 0               | 1               | ACL                | 8                  | 6                  | 1                  | 1                  | -           | -           | -           | -           | -           | 31     | 18     | 8      | 5      | 58,06      | 3º          |
| Totale Beijing Guoan   | Totale Beijing Guoan   | Totale Beijing Guoan   | 30         | 17         | 8          | 5          |                 | 3               | 2               | 0               | 1               |                    | 8                  | 6                  | 1                  | 1                  |             | -           | -           | -           | -           | 41     | 25     | 9      | 7      | 60,98      |             |
| mar.-giu. 2021         | Rennes                 | L1                     | 11         | 6          | 2          | 3          | CF              | -               | -               | -               | -               | UCL                | -                  | -                  | -                  | -                  | -           | -           | -           | -           | -           | 11     | 6      | 2      | 3      | 54,55      | Sub. 6º     |
| 2021-2022              | Rennes                 | L1                     | 38         | 20         | 6          | 12         | CF              | 2               | 1               | 1               | 0               | UECL               | 10                 | 7                  | 2                  | 1                  | -           | -           | -           | -           | -           | 50     | 28     | 9      | 13     | 56,00      | 4º          |
| 2022-2023              | Rennes                 | L1                     | 38         | 21         | 5          | 12         | CF              | 2               | 1               | 0               | 1               | UEL                | 8                  | 4                  | 3                  | 1                  | -           | -           | -           | -           | -           | 48     | 26     | 8      | 14     | 54,17      | 4º          |
| lug.-nov. 2023         | Rennes                 | L1                     | 12         | 2          | 6          | 4          | CF              | 0               | 0               | 0               | 0               | UEL                | 4                  | 3                  | 0                  | 1                  | -           | -           | -           | -           | -           | 12     | 2      | 6      | 4      | 16,67      | Dimiss.     |
| Totale Rennes          | Totale Rennes          | Totale Rennes          | 99         | 49         | 19         | 31         |                 | 4               | 2               | 1               | 1               |                    | 22                 | 14                 | 5                  | 3                  |             | -           | -           | -           | -           | 125    | 65     | 25     | 35     | 52,00      |             |
| 2024-2025              | Lilla                  | L1                     | 34         | 17         | 9          | 8          | CF              | 3               | 1               | 2               | 0               | UCL                | 14                 | 7                  | 3                  | 4                  | -           | -           | -           | -           | -           | 51     | 25     | 14     | 12     | 49,02      | 5º          |
| Totale Carriera        | Totale Carriera        | Totale Carriera        | 296        | 160        | 61         | 75         |                 | 29              | 16              | 4               | 9               |                    | 76                 | 41                 | 19                 | 16                 |             | 1           | 0           | 0           | 1           | 402    | 217    | 84     | 101    | 53,98      |             |

## Palmarès

### Giocatore
- Campionato francese di seconda divisione: 1

Olympique Lione: 1988-1989

### Allenatore
- Trophées UNFP du football: 1

Miglior allenatore della Ligue 1: 2022